# 大阪府立門真西高等学校
大阪府立門真西高等学校（おおさかふりつかどまにしこうとうがっこう）は、大阪府門真市にある公立高等学校。

## 概要
1977年に開校した高等学校である。全日制普通科を設置している。英語科・数学科では習熟度別少人数指導を導入している。また2年生・3年生では希望に応じた類型に分かれて学習し、進学や就職等の進路希望に対応している。長期休暇中には学力補充や進路希望の実現を目的をした補習も開講されている。
専門コース「文化コミュニケーションコース」を設置している。英語（専門教科としての）の科目「総合英語」を設置し、言語活動・情報活用・国際情勢教育を重視したカリキュラムを設定する。また「国語探究Ⅰ・Ⅱ」「国際関係史」「英語探究Ⅰ・Ⅱ」「情報活用」の専門科目を履修する。2年生から選択できる。また一部科目は一般の生徒も選択履修できる。

## 沿革
- 1977年 - 開校。
- 2011年 - 専門コース「文化コミュニケーションコース」設置。

## 交通
- 京阪バス 試験場前バス停
- 京阪本線 古川橋駅 南へ約1.5km

## 出身者
- 持留新作 - サッカー選手
- 愛植男 - お笑い芸人・センサールマン
- 山本シュウ　− ラジオDJ
- 小村楓香 - プロボクサー